# Грегоріо Агліпай
Грего́ріо Агліпа́й (повне ім'я — Грегоріо Лабайян Агліпай Gregorio Labayan Aglipay; *9 травня 1860 — †1 вересня 1940) — філіппінський релігійний реформатор та політичний діяч; перший верховний єпископ Філіппінської незалежної Церкви.
Був католицьким священником, брав активну участь в повстанні 1896-98 років проти іспанців, за що був відлучений від церкви.
Під час війни проти американських загарбників 1899-1901 років став генеральним вікарієм армії Філіппінської республіки.
В 1902 році заснував Філіппінську незалежну церкву протестантського напрямку і став її головою в сані єпископа.
Грегоріо Агліпай канонізував як святих героїв національно-визвольної боротьби та викривав жадобу католицького священства. Церква Агліпая мала станом на 1939 рік 1,5 мільйони послідовників, переважно селян та звичайних містян.
На початку 1930-х рр. Грегоріо очолив Республіканську партію, яка закликала до мирного руху до незалежності. В 1936-37 рр. партія Агліпая входила в Народний альянс — організацію єдиного національного фронту.